# The white witch
The white witch, A symphonic trilogy is een studioalbum van Magenta.

## Inleiding
Leider van de band Robert Reed combineerde voorafgaand aan dit album zijn werkzaamheden voor de band en solowerk, dat vooral gebaseerd is op de vroege albums van Mike Oldfield. Deze twee werkwijzen werden gecombineerd bij The white witch. Het bestaat uit drie lange orkestrale stukken opgebouwd uit klassieke muziekinstrumenten en bij gebrek daaraan samples daarvan. Invloeden van John Barry, John Williams en Ennio Morricone geven orkestklanken te volle ruimte; de orkestrale rock lijken die op de vroege Barclay James Harvest, Renaissance en Nightwish. Alles grijpt echter terug op het nummer The white witch van hun album Revolutions uit 2001. Vanuit Magenta verzorgen Christina Booth en Chris Fry op klassieke gitaar ondersteuning (ook al in 2001). Vanuit de Oldfieldhoek komt dan nog Les Penning als verteller. Het basisnummer werd door alle toevoegingen meer dan twee keer zo lang.
Thema van het album is de geschiedenis van Engeland met de burgeroorlog (1645), pestplaag en hoe die elkaar blijven versterken. Booth brengt daarin de stem van de witte heks Sara tot leven. Het verhaal werd geleverd door Steven Reed.   

## Musici
- Robert Reed – alle muziekinstrumenten behalve
- Christina Booth – zang
- Chris Fry – klassieke gitaar
- Les Penning – verteller
- Katie Axelsen – dwarsfluit
- Sam Baxter – hobo

## Muziek
| Nr. | Titel                               | Duur  |
| --- | ----------------------------------- | ----- |
| 1.  | The white witch, part 1:Sacrifice   | 22:25 |
| 2.  | The white witch, part 2:Retribution | 15:27 |
| 3.  | The white witch, part 3: Survival   | 11:59 |